# 柴田ヨクサル
柴田 ヨクサル（しばた ヨクサル、1972年7月1日 - ）は日本の漫画家。北海道留辺蘂町（現：北見市）出身。

## 人物
高校卒業後、すぐに上京し、小林まこと、ハロルド作石、渡辺潤のアシスタントを経て1992年に『谷仮面』で『ヤングアニマル』誌上にてデビュー。代表作『エアマスター』はTVアニメにもなった長期連載作。
高校時代、アマレス部に所属しており、作品の随所に自身の経験を活かした描写が見られる。「描きたいものが描けない」を理由に『アニマル』から『週刊ヤングジャンプ』に移籍した。
自身の作品に、過去作品のキャラを登場させることもあり、『ハチワンダイバー』にも『エアマスター』のキャラが、『妖怪番長』の最終回や続編の『カイテンワン』にも『プリマックス』のキャラが登場した。『東島丹三郎は仮面ライダーになりたい』には覆面姿ではあるが『エアマスター』のキャラと思しきキャラが登場している。
強い意思を持ったキャラクター、シニカルさと熱血を共に持ち合わせた独特なトーンの作品で人気を集めている。デビュー作・ヒット作は格闘漫画作品であり、『ハチワンダイバー』は将棋作品であったが格闘の様相を呈したアクション漫画となっている。
トーベ・ヤンソンとスガシカオのファン。ペンネームの「ヨクサル」は、『ムーミンパパの思い出』に登場し、ムーミンパパの友人でもあったスナフキンの父から。

### 将棋
『近代将棋』2007年4月号のインタビューで、子供の時将棋のプロを目指していたことなどを明かした。その腕前は佐藤康光や渡辺明と将棋の飛車落ちで対戦をし、勝利を挙げているほどの実力である。
渡辺とは1勝1敗。また藤田綾と平手で指し勝利している。
2008年11月17日、第34回将棋の日にて、日本将棋連盟より感謝状が贈呈された。

## 作品リスト

### 漫画作品
- 谷仮面（『ヤングアニマル』1992年9号 - 1996年15号）
- エアマスター[2]（『ヤングアニマル』1996年22号 - 2006年6号）
- ハチワンダイバー（『週刊ヤングジャンプ』2006年41号 - 2014年33号）
  - ザンガード（『月刊ヤングジャンプ』他で不定期連載） - 『ハチワンダイバー』のスピンオフ作品。
- 巫鎖呱 MISAKO（『ミラクルジャンプ』2012年10号 - 15号） - 雑誌リニューアルに伴い中断。
- 妖怪番長（『イブニング』2015年4号 - 2017年10号）
  - カイテンワン（『イブニング』2017年11号 - 2019年3号） - 『妖怪番長』の続編。
- プリマックス（作画：蒼木雅彦、『週刊ヤングジャンプ』2015年21・22号 - 2017年21号） - 原作担当。
- ブルーストライカー（作画：沢真、『コミックDAYS』2018年4月30日 - 2019年10月14日） - 原作担当。
- 東島丹三郎は仮面ライダーになりたい（協力：石森プロ・東映、『月刊ヒーローズ』2018年6月号 - 2020年12月号、『ヒーローズ』2020年11月27日 - 連載中） - 漫画担当。
- ヒッツ（作画：沢真、『月刊ヒーローズ』2020年8月号 - 2020年12月号、『ヒーローズ』2020年12月25日 - 連載中） - 原作担当。

### 書籍
- 『谷仮面』、白泉社〈ジェッツコミックス〉1993年 - 1996年、全12巻
  - （完全版）白泉社〈ジェッツコミックス〉2003年、全6巻
- 『エアマスター』、白泉社〈ジェッツコミックス〉1997年 - 2006年、全28巻
- 『ハチワンダイバー』、集英社〈ヤングジャンプ コミックス〉2006年 - 2014年、全35巻
- 『ザンガード』、集英社〈ヤングジャンプ コミックス〉2011年、全1巻
- 『妖怪番長』、講談社〈イブニングKC〉2015年 - 2017年、全7巻
- 『プリマックス』、作画：蒼木雅彦、集英社〈ヤングジャンプ コミックス〉2015年 - 2017年、全10巻
- 『カイテンワン』、講談社〈イブニングKC〉2017年 - 2019年、全5巻
- 『ブルーストライカー』、作画：沢真、講談社〈KCデラックス〉2018年 - 2019年、全4巻
- 『東島丹三郎は仮面ライダーになりたい』、協力：石森プロ・東映、ヒーローズ〈ヒーローズコミックス〉2018年 - 、既刊16巻（2025年4月4日現在）
- 『ヒッツ』、作画：沢真、ヒーローズ〈ヒーローズコミックス〉2021年 - 、既刊8巻（2024年9月28日現在）

### その他
- 俗・さよなら絶望先生（テレビアニメ、2008年）第11話エンドカード
- SAMURAI & DRAGONS（PS Vita用ゲーム）キャラクターデザイン
- 3月のライオン（テレビアニメ、2016年）第6話エンドカード